# 小丑 (角色)
小丑（英語：Joker）是一名由比尔·芬格、鲍勃·凯恩和杰瑞·罗宾逊创作的虚构超级反派，本名傑克·奧斯瓦德·懷特，首次出现於由DC漫画出版的漫画《蝙蝠侠》（1940年4月25日）首期，被外界认为是漫畫史上第一位超级反派，也是流行文化中最具代表性的角色之一。小丑最初設定在他出场后就被杀，之后因编辑的干预而幸免于难，此后这个角色在漫画中逐渐成长成为蝙蝠俠的宿敌；然而对于其真实身分，正统故事线从未给过明确的答案。
在小丑初出场时，他被描绘成一名具有幽默感的精神病患者与高超的罪犯。小丑在20世纪50年代后期因漫画审议局的规定而变成搞笑的恶作剧型反派，之后在70年代初期回归他的黑色起源。英国作家艾伦·摩尔所著的单集漫画《蝙蝠侠：致命玩笑》中提到小丑的身分和起源，描述小丑原本是个单口喜剧演员後身為犯罪首腦「紅頭罩」；由於種種意外和打擊，最終成为蝙蝠侠的宿敵。
小丑不具备超能力，但他拥有远超常人的智慧以及难以捉摸的思维。小丑擅長藉由自己在化学工程方面的专长开发有毒或致命的混合物並利用各种道具犯罪。

## 出版历史

### 创作之初
1940年，比尔·芬格、鲍勃·凯恩和杰瑞·罗宾逊共同创造了小丑，但凯恩与罗宾逊在後期针对小丑的创作的过程有着不同的描述，兩人各执一词，凯恩和罗宾逊均声称对小丑的设计作出主要的贡献。
在1975年的“DC漫画的神奇世界”采访中，杰瑞·罗宾逊談及當年自己想创造一个可以挑战蝙蝠侠的超级反派，但並不是设计成一个典型的地头蛇或流氓那样。罗宾逊想要一个有着异国情调、作为蝙蝠侠持续不断的冲突来源（类似于夏洛克·福尔摩斯和詹姆斯·莫里亚蒂教授之间的关系）、像恶魔般邪恶而同时言行滑稽的小人。“小丑”这个名字率先被罗宾逊构思出来，而形象则是从他手边的一副扑克牌得来的。罗宾逊在哥伦比亚大学学习时学到，有些角色是由矛盾构成的，而矛盾直接导致小丑的幽默感。很快，他设计出那张经典的小丑头像扑克牌作为小丑的概念图。比尔·芬格看后认为，仅仅让小丑拥有反常的思维，这個形象仍不够完整。芬格参考康拉德·维德在1928年电影《笑面人》中的剧照，完善小丑的外貌，並赋予他可怕的笑容。后来，罗宾逊表示，自己完成小丑概念的构思；比尔·芬格完善小丑形象，并写出小丑登场的第一个剧本；鲍勃·凯恩与自己一同完成作画，三人是小丑的共同创造者。

然而，鲍勃·凯恩否认这一观点，他声明杰瑞·罗宾逊根本没有参与小丑的创造，只是设计出那张扑克牌，自己後來再把那张扑克牌作为小丑的道具画入漫画；而比尔·芬格也只是提交康拉德·维德的剧照，贡献甚微。凯恩在1994年接受记者弗兰克洛夫斯的采访时表达了自己的立场：
「比尔·芬格和我创造了小丑。比尔是编剧，而杰瑞·罗宾逊带着小丑的扑克牌来找我。以上就是我的说法。小丑看起来就像康拉德维德，你知道的，《笑面人》，根据维克多雨果的小说改编、1928年的电影。比尔芬格有一本书，里面有一张康拉德维德的照片，他把它拿给我看，然后说：『这是小丑。』这和杰里·罗宾逊毫无关系，但直到他死去他总是说自己创造了这个角色。他带来了一张纸牌，我们用他的几张纸牌作为小丑的扑克牌。」
罗宾逊称自己，芬格和凯恩为小丑作者。他表示，当时蝙蝠侠出版第一期、需要额外的故事，於是他创造出這個蝙蝠侠的宿敌。罗宾逊在一次大学演讲中讲了这个故事：
「在第一次会议上，当我向他们展示小丑的草图时，比尔说，这让他想起《笑面人》中的康拉德·维德特。这是第一次提到它......鲍勃声称归功于他本人，但我们都在其中有所贡献。这个概念是我提出的。比尔完善了这个角色的性格并写了第一个故事。他写了这个剧本，所以他是小丑这个角色的共同创造者，而鲍勃和我完成视觉效果，所以鲍勃也是创造者之一」。
芬格表示自己的灵感源于科尼岛越野障碍赛马公园的一幅肖像，该肖像像一个小丑的头像，并在后来与未来的总编卡麦英凡提诺一起将其勾画出来。關於小丑的創作過程，芬格在1966年提供了自己版本的說法：
「我接到鲍勃凯恩的电话......他發想了一个新的恶棍。当我到达时，他拿着一张纸牌。這張紙牌显然是杰里罗宾逊或鲍勃的，我不记得是谁，看着这张卡片，他们有一个想法......一个角色......小丑。鲍勃做了一个粗略的草图，起初它看起来不像鬼牌上的小丑，看起来更像一个马戏团小丑。但我记得格罗塞特和邓拉普以前发行了亚历山大杜马斯和维克多雨果的经典并平装版本的......我记得是《笑面人》 - 他的脸被迫动过毁容手术，以便他永远拥有笑容。它看起来很奇怪。我把这本书的照片从书中剪下来，交给了鲍勃，鲍勃开始照这张照片作画，并给了它一个更险恶的面容。然後他在脸上做出修改，使他看起来像个马戏团小丑般，并给他白脸、红唇、绿发。那就是小丑了！」
尽管凯恩拒绝与二人分享创造包括小丑在内的众多漫画人物形象的荣誉（以及拒绝罗宾逊因此提出的索赔直至自己去世），但许多漫画历史学家相信并承认杰瑞·罗宾逊对小丑的角色创作以及比尔·芬格对小丑形象发展所做出的贡献。截至2011年杰瑞·罗宾逊病故，三位当事人均已告别人世，真相從此不得而知。无论如何，三人对创造小丑这一角色所做出的贡献不会磨灭。

### 黄金年代
就在蝙蝠侠第一次在《侦探漫画》第27期（1939年5月）亮相后不久，小丑也在《蝙蝠侠》第一期（1940年春季刊）中首次亮相，是蝙蝠侠本刊中的第一个恶棍。小丑最初是作为一个无情的连环杀手登場，模仿撲克牌中鬼牌的造型並带着无情的笑容，他用“小丑笑气”杀死受害者：一种令他们的狂笑致死的毒素。芬格本想让小丑在蝙蝠侠第一期第二次出场时被刀捅到心脏而死，因为他担心反派角色反复出现会显得蝙蝠侠無力打擊罪犯，但這個想法被当时的编辑惠特妮·埃尔斯沃思否决，因此一个匆忙绘制的新结局被加入作品，表明小丑还活着。之后小丑继续出现在蝙蝠侠的前十二期中的九期。
小丑的经常登場很快讓他成为蝙蝠侠和罗宾的頭號敵人，此时他已经杀害几十人，甚至造成一列火车出轨。在《蝙蝠侠》第13期时，凯恩为日报绘制蝙蝠侠漫画的工作让他没有多少时间参与《蝙蝠侠》主刊的创作；画师迪克史邦承担作畫的职责，编辑杰克·希夫与芬格合作创作故事。与此同时，DC漫画公司发现，如果去除那些成熟的成人元素，将產品推广到儿童市場會更容易，这种行銷概念已经推广到许多其他超级英雄漫画。在此期间，小丑的第一次变化开始出现，故事把他的行为描绘成恶作剧而不是威胁；当小丑绑架罗宾时，蝙蝠侠用支票支付赎金，这意味着小丑不能在不被捕的情况下将其兑现。漫画作家马克·韦德认为1942年的作品《小丑的最后一英里》是這個反派角色转变成更搞笑角色的起始点，格兰特·莫里森认为小丑的这种形象持续了30年。
《侦探漫画》第69期（1942年“双枪”）的封面（小丑从霓虹灯中出现，手持两支枪分别瞄准蝙蝠侠和罗宾），被认为是黄金时代最伟大的超级英雄漫画封面之一，而且是当时小丑唯一使用传统枪支的形象。罗宾逊说，其他同时代恶棍使用枪支，而创作团队希望小丑作为蝙蝠侠的宿敌能更加足智多谋、與眾不同。

### 白银年代
在神秘和浪漫风格漫画日益流行的过程中，小丑是在《蝙蝠侠》系列中为数不多受欢迎的反派人物之一，在黄金时代到白银代的蝙蝠侠漫画中持续出现。1951年，芬格在侦探漫画第168期中为小丑写了一篇故事，书中介绍了他以前作为犯罪红头罩的历史，以及他掉进一个化学藥池后造成毁容的故事。
1954年，美國政府为了回应公众对漫画书内容的不满情绪，成立了漫画审议局。精神病学家弗雷德里克·魏特汉引发这种强烈反应，他宣称大众媒体（特别是漫画）会引发青少年犯罪並導致暴力和同性恋增加，特别是对年轻男性造成更大的影响。父母禁止他们的孩子阅读漫画书，并且开展几次大规模的焚烧活动，“漫画法”亦禁止血腥、含沙射影和过度暴力的内容。此后，DC编辑部刪去蝙蝠侠強力打擊犯罪的原始设定，并把小丑变成一个鬼祟的滑稽角色，也失去他最初嗜血暴力倾向的設定。
1964年之后，当朱利叶斯·施瓦茨(他不喜欢小丑)成为《蝙蝠侠》漫画的编辑时，这个角色就不那么频繁出现了。小丑很有可能就此变成一个过时的无名角色，直到这个搞笑版本的小丑被改编进1966年的电视剧《蝙蝠侠》，由塞萨尔罗梅罗饰演。1966年开播的蝙蝠侠电视系列剧的成功将夸张滑稽的风格被带入了漫画之中。虽然影集与漫画均成功了一段时间，但滑稽夸张的风格难以经得起考验，该影集在1968年遭遇被取消的命运。蝙蝠侠漫画也连带的再次失去人气。总编任卡米·凡蒂诺决定扭转局面，将从适合青少年的低龄向的故事中改变。白银时代引入了几个小丑的角色特征：致命蜂鸣器、酸喷花、道具枪和奇怪但精心设计的犯罪。

### 青铜时代
1973年，在经历了四年的沉寂之后，作家丹尼斯·奥尼尔和艺术家尼尔·亚当斯重新修订小丑这个角色。从《蝙蝠侠》第251期的“小丑的五路复仇”开始，这个角色回归至他的起源，又成为一个疯狂的杀人狂魔，并享受与蝙蝠侠之間的斗智斗勇。这个故事开啟一个趋势，小丑被有节制地用作核心人物，而不只是一般的常见反派，也是史上第一次作品中设定了蝙蝠侠与小丑的关系本質——两人互相依存，构成循环。奥尼尔表示他的想法是：“為了单纯地把小丑這個角色带回它开始的地方，我去了DC图书馆，阅读一些早期的故事，试图了解凯恩和芬格最初创作时的構想。”奥尼尔1973年的故事中引入小丑在司法上被判定为神经病的设定，以解释为什么小丑会被送到阿卡姆疯人院（由奥尼尔于1974年作为阿卡姆医院引入蝙蝠侠漫画）而不是监狱。亚当斯修改了小丑的外观，使他有更匀称的身材，並拉长下巴，使其看起来更高瘦。
DC漫画在20世纪70年代是一个实验的温床，1975年出版的《小丑》使这个角色成为第一个拥有自己系列漫畫作品的反派角色。该作讲述小丑与其他超级反派的互动，第一期故事由奥尼尔所写。故事在强调小丑的犯罪性与使他成为读者可以支持的可爱主角之间保持平衡。在这个系列中虽然他杀害了暴徒和平民，但他从未与蝙蝠侠作战；这使《小丑》成为一个邪恶对战邪恶、而不是正邪之间斗争的故事。由于漫画审议局规定故事必须对恶棍进行惩罚，每个故事都以小丑被捕而告终，局限了劇情發展的可能性。该漫画几乎没有销量，于是在第9期之后被取消（尽管在同时期的正义联盟连载中出现了第10期的广告）。随着时间推移，这个系列漫画变得珍貴且难以获得，往往令收藏家須付出高昂的价格才能入手。2013年，DC漫画以图画小说的形式重新出版该系列。
当珍妮特卡恩于1976年成为DC编辑时，她重新开发一些濒临停刊的连载；在她任职期间，小丑成为DC最受欢迎的角色之一。尽管奥尼尔和亚当斯的作品受到广泛好评，但编剧史蒂夫·恩格尔哈特和画师马歇尔·罗杰斯在《侦探漫画》第469到476期（1977年8月 - 1978年4月）发行的8期杂志中，强调小丑的疯狂并定义未来沿用几十年的角色特性。在其中一个故事《笑鱼》中，小丑用毒素感染高譚市近海的所有鱼类，让这些鱼的臉都变得和他一样，接著他跑到工商局要求给“笑脸鱼”注册商标，否则將杀死专利管理员。恩格尔哈特概述他如何理解这个角色，他表示：“他是一个非常疯狂、可怕的角色，我真的很想将蝙蝠侠带回最初的場景：在午夜的满月下、云层投下的巨大阴影裡与罪犯们搏斗。”恩格尔哈特和罗杰斯的作品影响了1989年上映的电影《蝙蝠侠》，并且被1992年的《蝙蝠侠:动画系列》改编。它还有另一个重要的功劳，就是在绘画时将小丑的下巴缩短，从此之后他就只是一个脸比较长的人，而不那么像怪物了。

### 摩登时代
1966年电视连续剧结束后的几年，蝙蝠侠的漫畫销量持续下降，连载几乎取消。虽然到了20世纪70年代，小丑重新成为蝙蝠侠最疯狂且致命的敌人，但直到80年代，蝙蝠侠系列才开始出现转机，小丑成为漫画“黑暗时代”的一部分：关于死亡和毁灭的成熟故事。这种转变是为了摆脱千篇一律的超级英雄和恶棍鬥爭故事，而且作品的讀者不再以儿童為主。在几个月后的《无限地球危机》，杀死闪电侠和超女等白银时代的标志性角色，并重启DC漫画故事历史以修复劇情的连续性。
1986年，弗兰克·米勒的《蝙蝠俠：黑暗騎士歸來》将蝙蝠侠描繪成一个迟暮的退役英雄，小丑在其中作为最重要的反派出场；從此作以后蝙蝠侠的形象从英雄变为反英雄，并间接导致之后的罗宾之死。在此米勒提出一个经典设定——如果蝙蝠侠消失，小丑会金盆洗手；如果蝙蝠侠回归，小丑也会復出，从此小丑和蝙蝠侠的关系变得更私人化，往後的小丑相关故事更强调他個人对蝙蝠侠的执念。这个故事与《致命玩笑》、《守護者》、《蝙蝠侠：第一年》、《V怪客》等共同开启了美漫的“摩登时代”，即“黑暗时代”。从那时起直到现在，美漫不再只是面向儿童的娱乐读物，它们变得更阴暗、现实、内容丰富也更具智性。人们通常认为这也是名作最多、艺术成就最高的时代。
20世纪80年代末，小丑在蝙蝠侠的故事中产生重大影响。阿兰·摩尔和莱恩·勃兰德1988年创作出图画小说《蝙蝠侠：致命玩笑》。创作《致命玩笑》的念头最早来自绘者布莱恩·勃兰德，当时DC漫画的编辑问布莱恩，想要挑哪一个DC漫画人物来进行创作，他提了三个名字：最尊敬的作者阿兰·摩尔，最喜欢的漫画英雄蝙蝠侠，和他最喜欢的反派小丑。当这三个名字汇聚到一起时，《致命玩笑》这部作品便诞生了。布莱恩想要做的是对小丑这个人物的起源进行描绘，抓住这个人物最为核心的特质，同时也籍此回到罗宾出现之前的蝙蝠侠漫画世界，对蝙蝠侠与小丑二人的关系进行重新界定。他没有想到的是，摩尔走的比他预期地更远，《致命玩笑》成了蝙蝠侠系列剧情展开走向黑暗的肇始。

《蝙蝠侠：致命玩笑》中提到小丑的身分和起源，描述小丑原本是一个喜剧演员，後化身為犯罪者「紅頭罩」；由於自己深爱的妻子和未出世的孩子在一场意外中死亡，加上後來在被蝙蝠侠追捕時不慎跌落废弃的化学药池中遭染色毀容，他彻底改变，此後成为蝙蝠侠的宿敵。小丑正因为与蝙蝠侠在性格和外观上处于对立面，成为蝙蝠侠完美的对手。此作也讓当时的蝙蝠女孩芭芭拉·戈登因小丑而瘫痪后被迫退休。摩尔本人多年后回忆起这部作品时，在一次訪談中表示对描繪这一情节感到后悔：
「我问 DC，他们对我让芭芭拉残废有没有意见——她当时还是蝙蝠女——如果我没记错的话，我跟编辑莱恩·韦恩谈了谈，他说：『好的，没问题，弄残那个角色吧』。我认为这是他们应该劝阻我的地方，然而他们没有。」
这部作品被评论家描述为有史以来最伟大的小丑故事之一，影响了后来的漫画故事，以及1989年的电影《蝙蝠侠》和2008年的电影《黑暗騎士》。
吉姆·斯大林与他的团队于1988-1989年创作的故事《家庭之死》中，小丑谋杀了蝙蝠侠的搭档(第二任罗宾，杰森·托德)。DC没有自行决定托德的命运，而是让读者投票决定他的結局，最终以72票的优势让小丑用撬棍把托德打死。这个故事改变了蝙蝠侠故事的格局：小丑並非杀害无名路人，而是谋杀蝙蝠侠故事中的核心人物；这对未来的故事产生深遠的影响。
1989年，格兰特·莫里森初次执笔的蝙蝠侠故事《阿卡姆疯人院：严肃之地上的严肃之屋》讲述蝙蝠侠、小丑和其他疯狂罪犯在阿卡姆疯人院中的一次斗争，在这个故事中探讨英雄与反派的精神状态。在其后莫里森自己也承认自己有些“用力过猛”导致故事过分神神叨叨难以看懂。
1992年的动画系列介绍了小丑的女伴：哈莉·奎茵，一位精神病医生，因为和小丑的不健康关系而陷入困境，成为他的同谋。在与动画片同一世界观的漫画《蝙蝠侠大冒险》第12期（1993年9月）中，哈莉·奎茵首次登场。由于卡通的剧情并非正统剧情，于是在1999年8月推出她的个人漫画特刊——《蝙蝠侠：哈莉·奎茵》，正式介绍這個角色，并让她开始出现在DC主宇宙的漫画里，这是哈莉·奎茵在主宇宙的漫画中首度登场。其后，受欢迎的程度甚至让她发行个人月刊。
1999年，艾伦·格兰特和诺姆·布里福格的漫画《安纳奇》结尾中揭示安纳奇这个角色是小丑的儿子。布里福格构想通过这种方法推广扩充安纳奇这个角色，但奥尼尔（当时是蝙蝠侠系的总编）反对，并要求在故事线中表明这段关系是虚假的。然而，安纳奇系列在故事最终反转之前就被取消出版。同在1999年發行的《无主之地》中，小丑再次出手杀死戈登的妻子，戈登开枪射击小丑、打碎他的膝盖骨。2008年的《安息》中，小丑帮助黑手套制服了蝙蝠侠，但在最后却认为蝙蝠侠不会输，就自行离开了。

### 闪点重启后
2011年，DC通过大事件闪点重启DC漫画宇宙，并重开出版线，所有作品都从第一期开始重新连载。新52侦探漫画第一期中，小丑被手术去除脸皮；新52蝙蝠侠第一期中则出现由夜翼假扮小丑，与蝙蝠侠共同應對阿卡姆的暴动。
小丑於新52中第一次的主线故事出场，是在2012年由编剧斯科特·斯奈德和画师格雷戈·卡普洛创作的蝙蝠家族大事件《灭族之灾》中。这个故事探讨小丑和蝙蝠侠之间的共生关系，并且认为此事件破坏蝙蝠侠和他的蝙蝠家族之间的信任。卡普洛的小丑外观设计是以一种高实用性但凌乱的外观取代他的传统服装設定，以表达这个角色的转变；他的脸皮被重新绑上皮带、作为面具戴在脸上，以展示他對於人性的剥离。在之后的《零年》故事中重新描写「红头罩」的故事。小丑的脸在斯奈德和卡普洛的《终局》，即《灭族之灾》的后续故事中得到了恢复。在《终局》中小丑终于对蝙蝠侠彻底失望，他决定终结两人之间失去乐趣的关系，于是小丑历史上最为庞大的计划开始了。在新52结尾的「达克赛德战争」中，蝙蝠侠通过「莫比乌斯椅」得知小丑其實有三个身份，之后便迎来DC宇宙重生，至今劇情發展仍暂未提及此设定。在斯科特·斯奈德的笔下，小丑的出身背景更加扑朔迷离，行为也更加疯狂、脱离人性，对蝙蝠侠的执念亦更深，但也有觀點认为过于全知全能、甚至有些近乎于神了。
DC宇宙重生中在2017年由汤姆·金创作的《笑迷大战》故事，讲述小丑与谜语人在蝙蝠侠出道早期的故事，双方在哥谭划分地盘大战，把所有哥谭的反派及蝙蝠侠都卷入其中。之后在2017的DC大事件黑暗之夜金属中，小丑与蝙蝠侠合作对抗狂笑之蝠。

## 能力
小丑天生並沒有任何超能力，但他擁有天才級的智商和令人難以捉摸的思緒，即使是每一次都會做好充足的準備的蝙蝠俠和看似無所不能的超人都曾經被他的邪惡智慧所想出的計謀玩弄和擊敗過。
小丑是一位天才化學家和機械工程師，他曾經調製出一種可以讓人失控並大笑不止的化學毒藥配方，甚至可以控制這些中毒者的行動，傷害嚴重時甚至會導致中毒者死亡，亦只有他自己一人該如何製作一種武器且對其免疫。為了和蝙蝠俠對抗，小丑亦會製作並隨身攜帶多種裝備和道具並出其不意使用。
雖然主要是依靠智慧玩弄警方與蝙蝠俠，但小丑亦具備一定程度的近身格鬥技巧，同時是一位神射手。

## 人物關係
虽然小丑的最大死敵是蝙蝠侠，但他亦曾經与其他超級英雄交手過，例超人和神力女超人。小丑有时亦会跟高谭市的其他超级反派合作，例如企鹅人和双面人，偶尔还会參與例如「不义联盟」和「毁灭联盟」等犯罪组织，但由于小丑追求的是肆无忌惮的混乱，这些合作关系一般都以破裂告终。
小丑的心理医生哈琳·奎泽尔对他產生感情，在帮助小丑越獄后改名為哈莉·奎茵並成为他的戀人兼助手，不過以分手為感情的告終，哈莉把名字改回哈琳·奎泽尔並與毒藤女成為一對女同性戀人。
小丑在《蒼白騎士》的故事中和哈莉分手後，某天在一家銀行進行搶劫時結交一位銀行服務員瑪莉亞並與她搭檔，雖然在結尾被捕後便沒有後文，但目前未有分手的消息，或許在之後的漫畫也會讓她來幫助小丑陣營。
在V3中，小丑在一個節目上認識亞歷克西斯，並在她殺害自己的校長後與她搭檔，亞歷克西斯亦以笑點的名號出現在蝙蝠俠的漫畫故事中，並在第一次出場就重擊蝙蝠俠和哈莉，她自稱自己是小丑的搭檔，而並非一個單純的迷妹，明顯想暗諷哈莉被愛情衝昏頭的行為。
在割臉皮故事後，一位少女杜拉在下水道撿起小丑的臉皮，在自稱小丑的女兒後，大鬧城市，在漫畫結尾，小丑留下紙條表示認可她為女兒，有極大的可能性表示，她已經加入小丑陣營。她也曾與紅頭罩有一段關係，雖然傑森厭惡小丑，但他仍打破以往直接殺害罪犯的反英雄作為，而是單純打傷她肩膀，這是繼在蝙蝠俠和小丑後的另一段故事。

## 評價
小丑是流行文化中最具代表性的角色之一，被列为有史以来最伟大的漫画恶棍和虚构人物之一。小丑的极度受欢迎让他出现在各种商品上，如服装和各式模型，以及现实中的主题公园景点，并且持續在许多文創和媒體作品中出现。
2006年，小丑在《Wizard雜誌》的「媒體公認最具代表性和最流行的百大惡棍」排行中拿下第一。而在IGN的「100名漫畫惡棍」中他也被列為第二名。此外，《帝國雜誌》的「史上最偉大漫畫人物」排行榜將小丑名列第八（排名最高的次要/反派角色）。2008年，小丑在《Wizard雜誌》「200名最偉大的漫畫人物」排行榜拿下第五名，同時也是排名最高的反派角色。在Fandomania.com的「100個最偉大的虛構人物」排行榜裡，他名列第三十名。而電視指南的塞薩爾·羅梅羅認定他是「2013年六十位最討厭的反派」之一。

## 其他媒體

### 電視劇
- OnStar的廣告：和蝙蝠俠一同代理新的OnStar車廣告。
- 《天堂獵鷹》：客串。配音員同為馬克·哈米爾。
- 《蝙蝠俠歷險記》：配音員為拉里·史托奇。
- 《蝙蝠俠新冒險》：配音員為Lennie Weinrib。
- 《The Super Powers Team: Galactic Guardians》：配音員為法蘭克·維爾克。
- 《蝙蝠俠》：配音員為馬克·哈米爾。
- 《超人》：配音員同為馬克·哈米爾。曾到大都會和雷克斯·路瑟交易，以換取10億美元來殺死超人。
- 《未來蝙蝠俠》：人物並未登場。在廢棄的GCPD站上有著一個小丑的照片。
- 《靜電沙克》：配音員同為馬克·哈米爾。
- 《正義聯盟》：配音員同為馬克·哈米爾。
- 《蝙蝠俠》：英語版配音員為凱文·麥可·理查森、日本版為龍田直樹。
- 《超狗小氪》：曾在電視節目中被短暫提及。
- ：配音員為傑夫·班尼特。出現於插曲「Deep Cover for Batman!」[16]。
- 《DC超級朋友》：配音員為約翰·卡西爾。出現於DVD附動畫《小丑劇場》。
- 《少年正義聯盟》：配音員為布倫特·斯派爾。出現於插曲「Revelations」。
- 《萬惡高譚市》：在本劇中雙胞胎傑洛姆·瓦勒斯卡以及傑瑞麥·瓦勒斯卡（皆由卡梅隆·莫纳汉飾演），傑洛姆·瓦勒斯卡作為小丑的「先驅者」，而傑瑞麥·瓦勒斯卡則是本劇的小丑。莫納漢表示他飾演傑洛姆的靈感來自以前的作品對小丑的詮釋，而大部分靈感來自馬克·漢米爾，並表述「我認為他代表了小丑的構想以及更大的概念」。第四季中揭露傑洛姆有個秘密的雙胞胎兄弟傑瑞麥，傑洛姆在與詹姆斯·高登的對峙中死亡後留給了他的兄弟一個「禮物盒」，當傑瑞麥打開盒子時，他被噴了稻草人製作的瘋笑氣，該氣體漂白了傑瑞麥的肌膚。
- 《異世界自殺突擊隊》：英語版配音員為斯科特·吉布斯、日本版為梅原裕一郎。

### 電影

#### 真人版電影
- 《蝙蝠俠》（1966年）：由愷撒·羅摩洛飾演。
- 蝙蝠俠四部曲：由傑克·尼克遜飾演
  - 《蝙蝠俠》（1989年）
- 黑暗騎士三部曲：由希斯·萊傑飾演小丑
  - 《黑暗騎士》（2008年）
- DC擴展宇宙：由傑瑞德·雷托飾演。
  - 《自殺突擊隊》（2016年）
  - 《紫色藍寶堅尼（英语：Purple Lamborghini）》MV
  - 《查克·史奈德之正義聯盟》（2021年）
- 小丑系列：由瓦昆·菲尼克斯飾演亞瑟·弗萊克／小丑
  - 《小丑》（2019年）
  - 《小丑：雙重瘋狂》（2024年）
- 蝙蝠俠傳奇：由貝瑞·柯根飾演
  - 《蝙蝠俠》（2022年）：片尾客串

#### 動畫電影
- 《新蝙蝠俠大戰德古拉》：由凱文·麥可·理查森配音。
- 《未來蝙蝠俠：小丑歸來》：同由馬克·哈米爾配音。
- 《蝙蝠俠：黑暗騎士歸來》：由迈克尔·爱默生配音。
- 《正義聯盟：兩面夾擊》：由詹姆斯·帕特里克·史都華配音。
- 《蝙蝠俠：紅頭罩之下》：由約翰·迪馬喬配音。
- 《樂高蝙蝠俠電影：超級英雄集結》：由克里斯托弗·史密斯配音。和其他罪犯一同到布魯斯·韋恩與雷克斯的頒獎典禮上作亂，被蝙蝠俠和警方逮捕而入了獄。後來在雷克斯的幫助下逃出了獄，並和他準備一同對付超人和蝙蝠俠。
- 《蝙蝠俠之子》：由迪伊·布拉德利·貝克配音。
- ：由特羅伊·貝克配音。
- 《樂高電影：正義聯盟大戰末日軍團》：由約翰·迪馬吉奧配音。
- 《蝙蝠俠：致命玩笑》：由馬克·漢米爾配音。
- 《樂高蝙蝠俠電影》：由查克·葛里芬納奇配音。
- 《忍者蝙蝠俠》：由托尼·海爾[17]（英文版）、高木涉[18]（日文版）配音。

### 電子遊戲
- 《Batman: Dark Tomorrow》：配音員為Allen Enlow。
- 《蝙蝠俠：復仇》：配音員為馬克·哈米爾。
- 《樂高蝙蝠俠》：配音員為史蒂芬·布魯姆[19]。
- 《真人快打對DC宇宙》：配音員為Richard Epcar[20]。
- 《蝙蝠俠：阿卡姆瘋人院》：配音員同為馬克·哈米爾。
- 《DC 宇宙 Online》：配音員同為馬克·哈米爾。
- ：配音員同為馬克·哈米爾。
- 《樂高蝙蝠俠2：DC超級英雄》：配音員為克里斯托弗·史密斯。
- ：配音員為Richard Epcar。可玩角色。
- 《蝙蝠俠：阿卡姆起源》：配音員為特洛伊·貝克。
- 《蝙蝠俠：阿卡姆騎士》：配音員為馬克·漢米爾。
- 《蝙蝠俠：秘密系譜》：以John Doe（英文的無名氏）的名字登場，配音員為安東尼・英古伯。
  - 《蝙蝠俠：內敵》：為《秘密系譜》的續作，依照「蝙蝠俠」布魯斯·韋恩（玩家）的選擇，將會決定約翰是否成為小丑，配音員仍為安東尼・英古伯。
- 《超級英雄：武力對決2》：作為可供玩家操作的角色之一，配音員同為Richard Epcar。[21]。
- 《傳說對決》：射手英雄
- 《真人快打11》：DLC角色，配音員同超級英雄：武力對決系列。

## 死亡纪录
- 在1986年的一則漫畫故事《蝙蝠俠：黑暗騎士歸來》以及2013年的同名改編動畫電影《黑暗騎士歸來（下）》中的小丑被蝙蝠侠致残几乎杀死，但最后自行扭断脖子后而死，尸体則被火焚烧。
- 在1989年電影《蝙蝠俠》中的小丑准备乘坐飞机逃走时被蝙蝠侠用绳索绑在一块雕像上，最后从空中坠地而死。
- 在1996年的一則漫畫故事《天國降臨》中的小丑因為設計殺死了超人的妻子露薏絲·蓮恩而被逮捕，在將步入法庭接受審判時被超級英雄Magog（英语：Magog (comics)）殺死。
- 在1999年動畫《未来蝙蝠侠》中的小丑被幼年罗宾蒂姆·德雷克射杀。
- 在2010年動畫電影《正義聯盟：兩面夾擊》中，第三地球的小丑為了掩護雷克斯·路瑟逃亡而自爆。
- 在2011年游戏《蝙蝠俠：阿卡漢城市》的结局中因为自己打碎了解药而被泰坦毒剂杀死。
- 在2013年遊戲與漫画作品《不义联盟：人间之神》中的小丑設局使超人親手殺死怀孕中的女友露薏絲·蓮恩后在蝙蝠俠面前被超人杀死。

## 外部連結
- Why So Serious? - The Many Faces of Joker（页面存档备份，存于）